# Woniczy (stacja kolejowa)
Woniczy (biał. Вонічы, ros. Воничи) – stacja kolejowa w miejscowości Woniczy, w rejonie kliczewskim, w obwodzie mohylewskim, na Białorusi. Położona jest na linii Osipowicze – Mohylew.
Stacja istniała przed II wojną światową.